# Fluoreto de níquel(II)
Fluoreto de níquel (II) é o composto químico com a fórmula NiF2. Diferentemente de outros fluoretos, NiF2 é estável ao ar. NiF2 compõe a superfície passivada que forma-se sobre ligas de níquel, e.g. monel, quando tais materiais são usados para estocar ou transportar HF.  Ele também é usado como catalisador para a síntese de pentafluoreto de cloro.
NiF2 é preparado pelo tratamento de cloreto de níquel (II) anidro com flúor a 350 °C:
NiCl2  +  F2  →  NiF2  +  Cl2
A correspondente reação de cloreto de cobalto (II) resulta na oxidação do cobalto, enquanto o níquel permanece no estado de oxidação +2 após a fluoretação porque seu estado de oxidação +3 é menos estável.
Uma fusão de NiF2 e KF reage para dar o composto de cor verde K2[NiF4]. A estrutura deste material é intimamente relacionada a alguns materiais óxidos supercondutores.
Pesquisa-se a adição de fluoreto de níquel a banhos de níquel químico em revestimentos de superfícies metálicas.

## Ver Também
Fluoreto de cobre(II)